# Clinodiplosis brasiliensis
Clinodiplosis brasiliensis är en tvåvingeart som beskrevs av Rubsaamen 1908. Clinodiplosis brasiliensis ingår i släktet Clinodiplosis och familjen gallmyggor. Inga underarter finns listade i Catalogue of Life.